# Teelicht

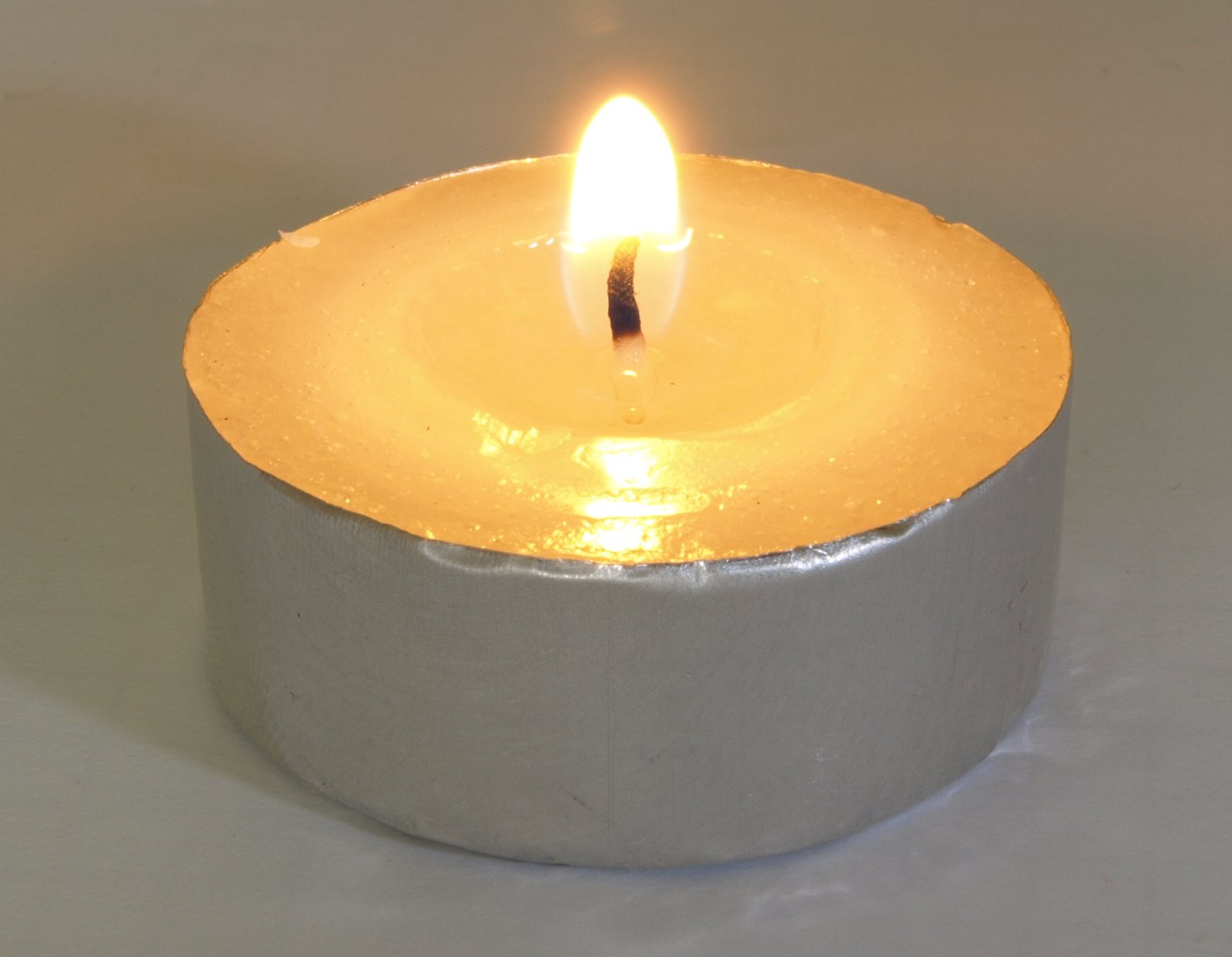
Brennendes Teelicht

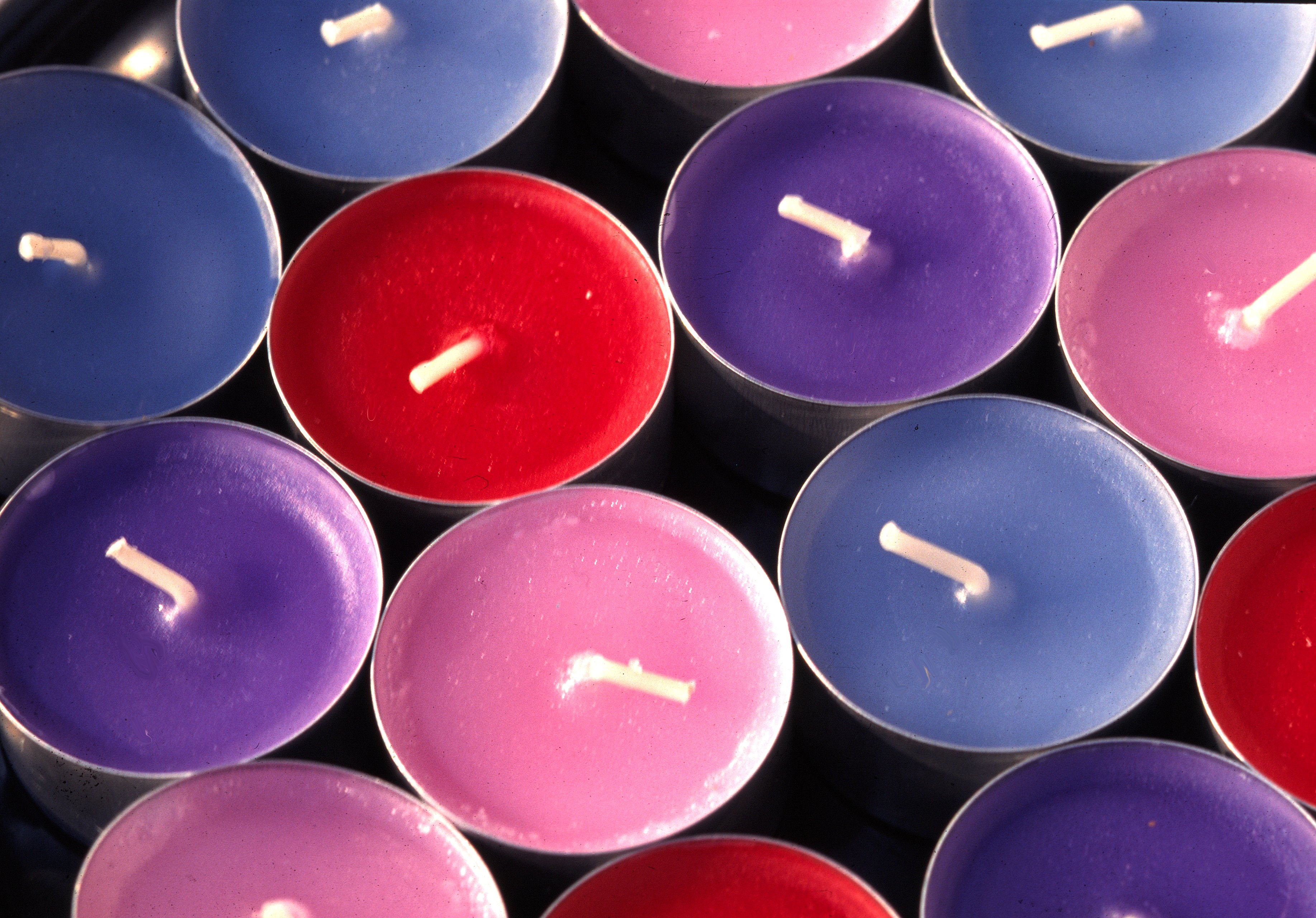
Teelichte in verschiedenen Farben

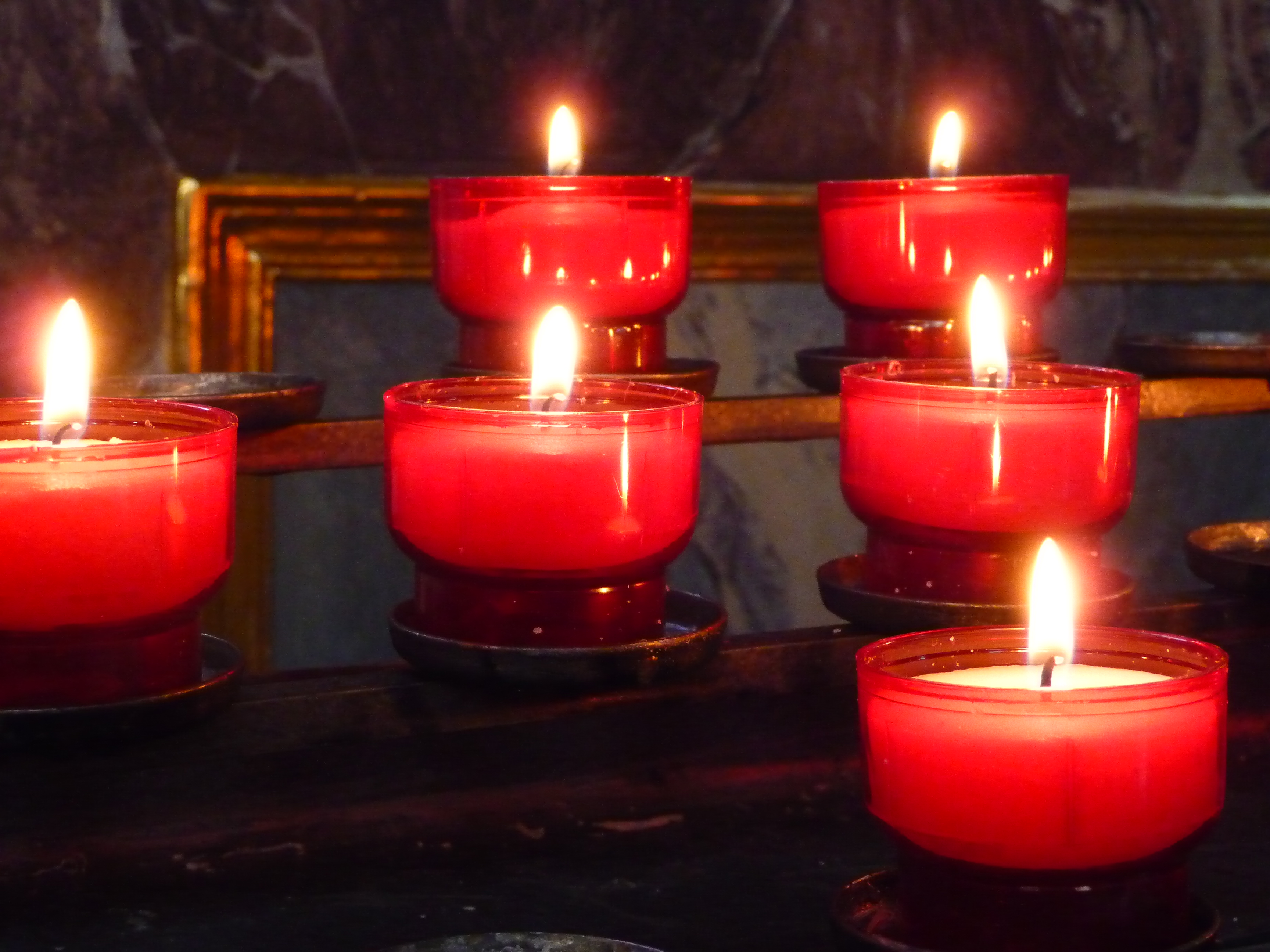
Opferlichter in einer katholischen Kirche

Ein Teelicht, auch Rechaudkerze genannt, ist eine kleine, kaum rußende Kerze in einem Becher (Napf) aus Aluminium, manchmal auch aus anderem Metall, Glas oder wärmebeständigem Kunststoff oder ganz ohne diesen Becher als nachhaltigere Variante.
Der Plural von Teelicht ist Teelichter oder Teelichte. Die Form Lichte kam im 17. Jahrhundert vor allem für Kerzen auf und hat sich beim Teelicht noch bis heute gehalten.

## Verwendung

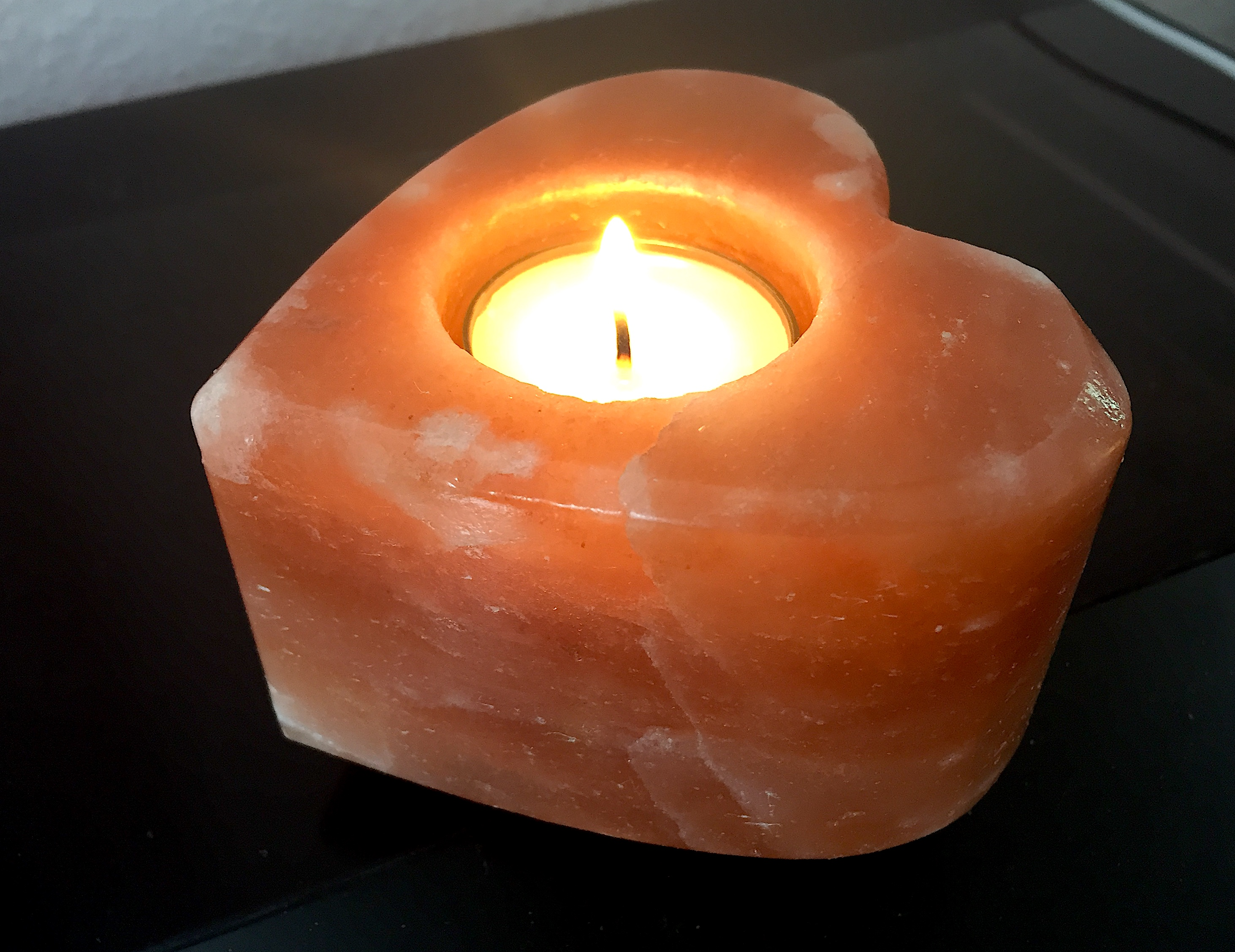
Herzförmiger Teelicht-Kerzenhalter aus Himalayasalz

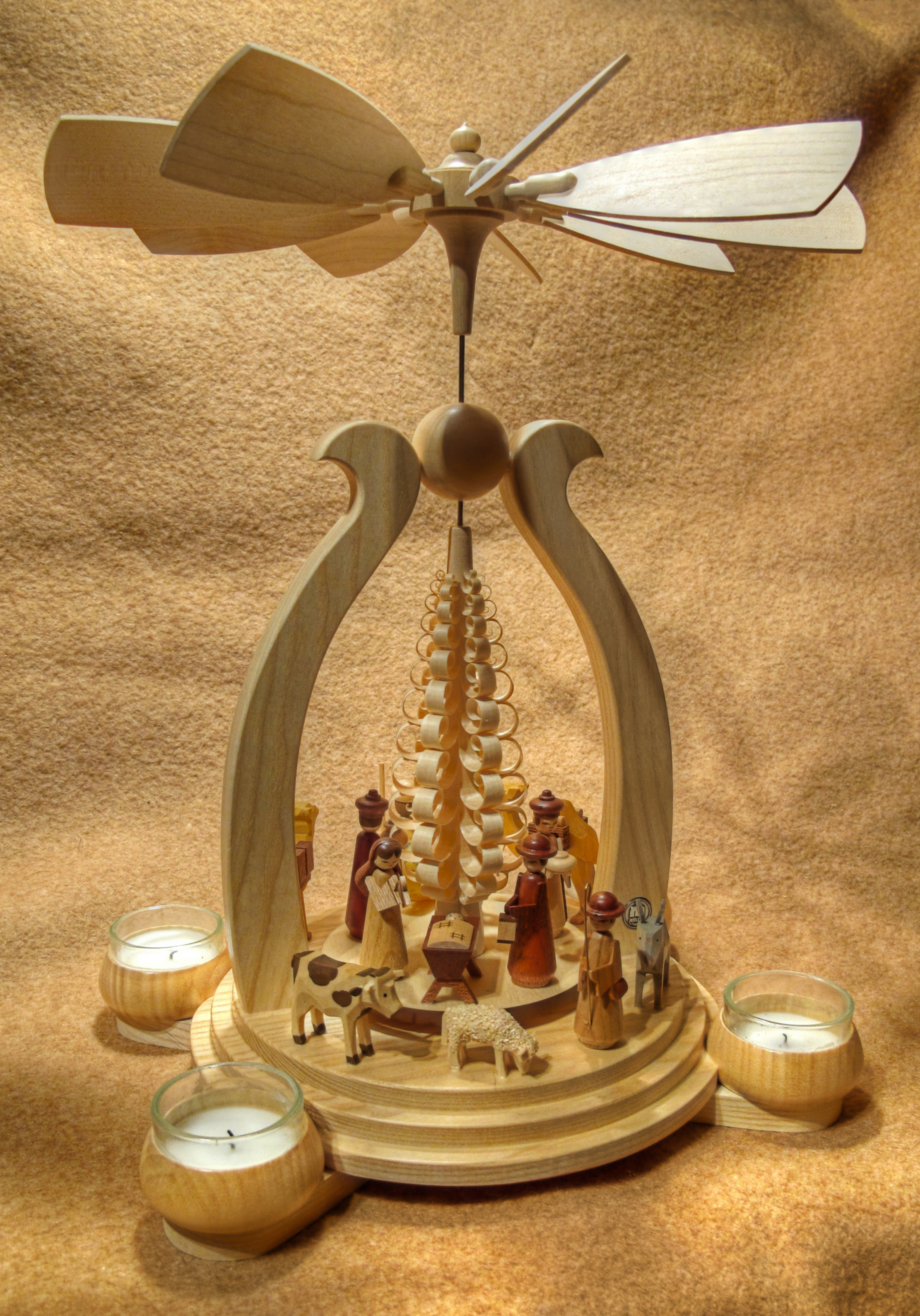
Verwendung als Flügelradantrieb für Weihnachtspyramiden

Seinen Namen verdankt das Teelicht seiner ursprünglichen Verwendung zum Warmhalten einer Teekanne auf einem Stövchen. Die wärmenden Eigenschaften des Teelichts werden auch bei der Verwendung in Duftlampen genutzt.
Heute werden Teelichte auch zu dekorativen Zwecken eingesetzt, wobei dann die lichtgebenden Eigenschaften ausgenutzt werden und die Wärme eine untergeordnete Rolle spielt. Auf dem Markt existiert dafür eine Vielzahl von Teelichthaltern. Auch gibt es spezielle Teelichte mit Farb- und Aromazusätzen im Wachs als Duftkerze, deren Verwendung jedoch – insbesondere im Umfeld von Kindern – aus medizinischen Gründen umstritten ist.
Das Teelicht brennt oft ruhig und mit kleiner bis mittelgroßer Flamme. Meist verflüssigt sich die gesamte Wachsmenge nach kurzer Brenndauer und wird komplett abgebrannt. Der Docht ist im Dochthalter befestigt, dieser hält den Docht auch im verflüssigten Wachs aufrecht.
Wegen der Erwärmung des Bechers soll ein Teelicht immer in einem speziellen Halter, einer Lampe oder zumindest auf einer wärmeabführenden, feuerfesten und standsicheren Unterlage betrieben werden.

## Größe, Brenndauer, Heizleistung
Die heute am häufigsten angebotenen Teelichte haben einen Durchmesser von etwa 39 mm und eine Brenndauer von drei bis vier Stunden. Es werden aber auch andere Größen mit einem Durchmesser von 36 mm bis hin zu 59 mm und einer Höhe von 12 mm bis 50 mm angeboten. Die Brenndauer kann bis zu 24 Stunden betragen. Handelsübliche Teelichte aus Paraffin haben – je nach Beschaffenheit des Dochtes oder der Flamme – eine Heizleistung von etwa 30 bis 40 Watt.

### Hitzeentwicklung – Feuergefahr
Steht das Teelicht in einem Gefäß, das die Wärme des flüssigen Paraffins vom Metallnapf aufnimmt und abführt, brennt das Paraffin darin nur am Docht und kann sich unabhängig von diesem kaum entzünden – ist dagegen für keine ausreichende Abfuhr der Verbrennungswärme gesorgt und/oder die Umgebungstemperatur zu hoch – beispielsweise durch mehrere brennende Teelichte dicht zusammen – können sich der Metallnapf und dadurch das Paraffin so weit erhitzen, dass das gesamte flüssige Paraffin zu sieden beginnt, der Dampf flächig Feuer fängt und sich eine gefährliche große Flamme bildet.
Teelichte sollten wie andere Kerzen nie unbeaufsichtigt brennen und im Brandfall auch nie mit Wasser, sondern nur durch Ersticken gelöscht werden, weil sonst das Risiko einer Fettexplosion besteht.

### Regulierung der Flammenhöhe
Manchmal scheint die Hitzeentwicklung durch eine große Flamme zum Beispiel zum Erwärmen oder Warmhalten kleinerer Mengen zu intensiv zu sein. Durch Zufügen von Wachsstücken, die dann schmelzen, erhöht sich der Paraffinspiegel und der Docht steht weniger hervor: Die Flamme wird dadurch kleiner, die Hitzeentwicklung geringer, Wachsreste werden einer sachgemäßen Verwendung zugeführt. Die Mischung verschiedener Wachse oder Paraffine ist bei diesen kleinen Mengen unproblematisch.

## Herstellung
Zur Herstellung von Teelichten wird, anders als für normale Kerzen, Paraffin verwendet, das entweder als Granulat kalt in die entsprechende Form gepresst oder flüssig in die Teelichthülle gegossen wird. Das letztere Verfahren wird jedoch meist nur bei Teelichten mit Duft und Farbe oder bei besonders hochwertigen Lichten genutzt. Die preiswerteren Kerzen werden ohne Docht gepresst, dann durchbohrt und der Docht im Dochthalter aus Eisenblech lose durchgeführt.

### Qualitätsunterschiede
Es sind Erzeugnisse auf dem Markt, die unterschiedliche Qualitäten aufweisen. So gibt es Dochte, die nur äußerlich in Paraffin getaucht sind und dadurch beim Anzünden oft schnell herunterbrennen, so dass die verbleibende Dochtlänge nicht für die gewünschte Hitze oder Helligkeit ausreicht. Des Weiteren steckt die Kerze produktionsbedingt nur lose im Aluminiumbehältnis und fällt deswegen beim Transport oft heraus. Ein Festkleben des Dochthalters am Aluminiumboden verhindert dies. Außerdem gibt es Aluminiumschalen, in deren Boden am Rand eine Rille eingestanzt ist. Selbst wenn das Teelicht dann nicht in einem Stövchen oder auf einer ähnlichen Unterlage verwendet wird, bewirkt diese Rille, dass der Boden insbesondere in der Endphase nicht zu heiß wird und damit keine Brandgefahr hervorruft. In dieser Rille bleibt notwendigerweise ein Paraffinrest.
Früher bestanden Teelichte mitunter aus einer minderwertigen Paraffinmasse, was dazu führen konnte, dass das Teelicht rußte und der Boden einer darüberstehenden Kanne verschmutzt wurde. Auch über mögliche Abgaben von Schadstoffen aus Paraffinkerzen (und damit auch Teelichten) wird mitunter diskutiert, allerdings sind die freigesetzten Mengen so gering, dass man bei normalem Gebrauch keine negativen Auswirkungen zu befürchten hat, sieht man von Allergikern oder Personen mit Vorerkrankungen ab.

### Umweltschutz

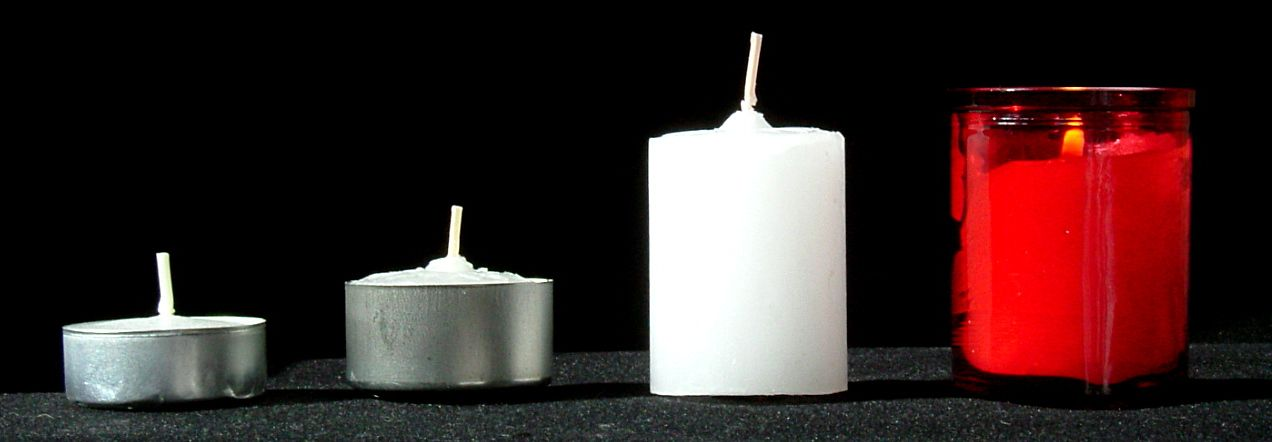
Teelicht-Varianten. Von links: 1. Handelsübliches Teelicht in Aluminiumnapf (ca. 4 h Brenndauer); 2. Licht im verzinnten, wiederverwendbaren Metallnapf (ca. 8 h); 3. Nachfüllung für besonders hohes Teelicht (ca. 24 h); 4. Glasbehälter für hohes Teelicht (24 h)

Bei herkömmlichen Teelichten ist der Aluminiumnapf heutzutage zur Einmalbenutzung konzipiert, so dass eine relativ große Menge reinen Aluminiums als Müll anfällt. Um dies zu vermeiden, besaß bei DDR-Teelichten pro 10er-Packung nur eines einen Aluminiumbecher, in den anschließend die übrigen Teelichte zu stecken waren. Inzwischen allerdings sind aus Umweltschutzgründen auch wieder solche Teelichte ohne Aluminiumbecher verfügbar, die in die normalen ausgebrannten oder aber wiederverwendbare Becher aus dickem Glas oder stabilerem Metall gesteckt werden. 

## Verwandte Produkte

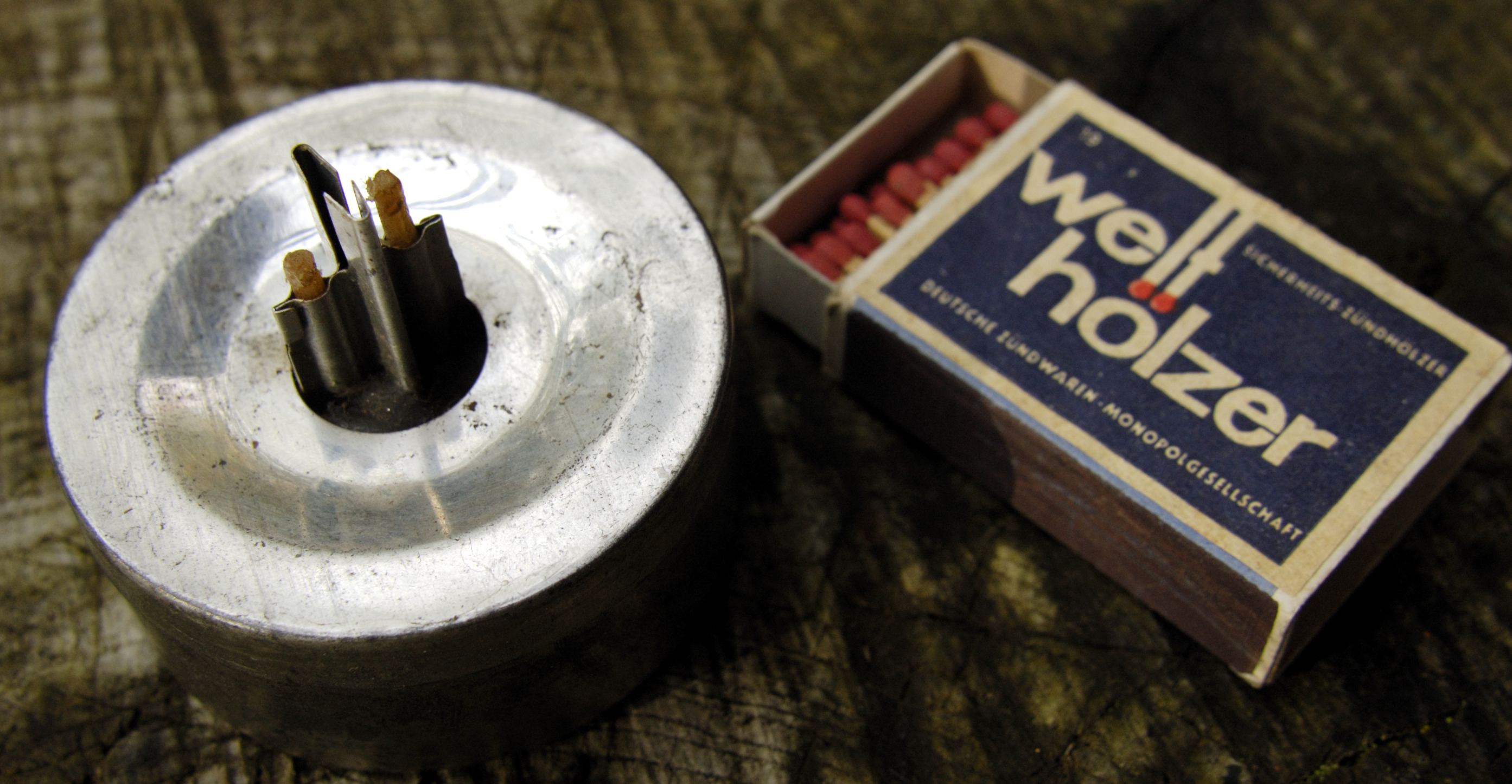
Dosenlicht von G. A. Glafey, Mod. 73, Verwendung bei der Bundeswehr

Eine Art Vorgänger beziehungsweise Variante des modernen Teelichts ist das Hindenburglicht, das im Ersten Weltkrieg und Zweiten Weltkrieg zur Notbeleuchtung verwendet wurde.
Einen späten Nachfolger fand das Hindenburglicht im Dosenlicht. In einer wachsgefüllten Blechdose steht ein Halter mit zwei Dochten mit einem Blechstreifen dazwischen. Werden beide entzündet, bildet sich über dem Dosenlicht eine gemeinsame, zungenförmige Flamme.
Nach dem gleichen Prinzip – mit Paraffin gefüllter Becher mit stabilisiertem Docht im Dochthalter – funktioniert das Grablicht. Wegen des größeren Durchmessers des Kerzengefäßes und weiteren Abstands vom heißen Docht zum Rand kann hierbei ein lichtdurchlässiges Kunststoffgehäuse verwendet werden. Je nach Außentemperatur und Windverhältnissen kann dieses Licht aber ungleichmäßig abbrennen, wenn es nicht durch ein Windlichtgehäuse geschützt wird.
Eine gewisse Ähnlichkeit mit Teelichten hat die in verschiedenen Größen herstellbare Feuerdose, englisch Buddy Burner. Sie enthält als Brennstoff ebenfalls Wachs oder wachsähnliche Stoffe in einer flachen Blechdose. Der Unterschied ist, dass in das Wachs Faserstoffe wie Wellpappe eingegossen sind, die eine Dochtwirkung haben und den Brennstoff an der gesamten freien Oberfläche brennen lassen, wodurch die Wärmeleistung sehr viel höher als bei Teelichten wird. Feuerdosen können als Gartenfackeln oder als Not- und Campingkocher verwendet werden und sind wie Teelichte gut lagerfähig.
Für das Warmhalten von Speisen wird ein Rechaud verwendet.